# スティーブ・ジャクソン (アメリカ合衆国のゲームデザイナー)

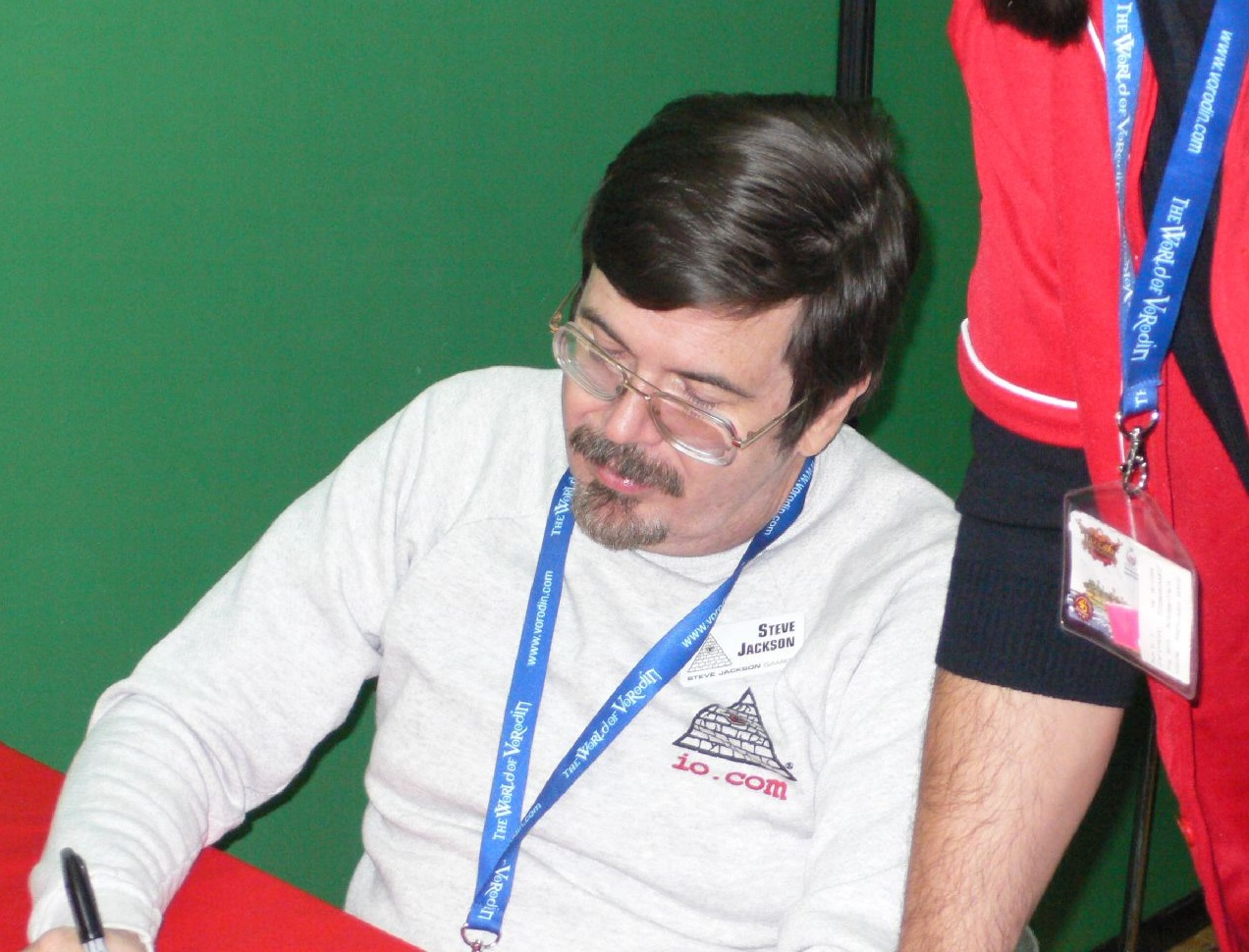
スティーブ・ジャクソン (アメリカ合衆国のゲームデザイナー)

スティーブ・ジャクソン（Steve Jackson, 1953年 - ）は、アメリカ合衆国のゲームデザイナーである。『ガープス』（汎用TRPG）や『イルミナティ』（秘密結社が世界支配を競うカードゲーム）などの作者として知られる。

## 来歴
オクラホマ州タルサ出身。1974年にライス大学を卒業後、TRPG『ファンタジートリップ』やSFウォーゲーム『オーガー』などのゲームを製作。これらはメタゲーミング社(en:Metagaming Concepts)によって販売された。
その後、ジャクソンはメタゲーミング社より離れ、1980年に自身の名を冠したスティーブ・ジャクソン・ゲームズ社を設立。同社では『カー・ウォーズ』（暗黒の近未来を舞台にした自動車戦闘ゲーム）を皮切りに『ガープス』『イルミナティ』『マンチキン』（ファンタジーTRPGをテーマとしたカードゲーム）などのゲームを製作・販売している（ただし、『カー・ウォーズ』はジャクソン自身がデザインしたものではない）。
ジャクソンは、レゴの海賊ものコレクターでもある。彼はそのコレクションによって遊べるミニチュア海戦ゲーム「イービル・スティービーの海賊ゲーム」を考案しており、時おりゲーム・コンベンションで大会を主催している。2005年、日本のゲームイベントJGC2005にゲストとして招かれ来日した。

## 2人のジャクソンとファイティング・ファンタジー
ジャクソンは、同姓同名のゲームブック作家であるイギリスのスティーブ・ジャクソンとよく混同される。
日本においては1980年代前半にゲームブックが登場したことから、最初はイギリスのジャクソンの方が有名であった。一方アメリカのジャクソンは、1980年代後半より知名度が上がってきており、1987年には『カー・ウォーズ』の日本語版が発売された。
イギリスのジャクソンらによるゲームブック『ファイティング・ファンタジー』シリーズにおいて、最初の10冊の著者はすべて"スティーブ・ジャクソン"か"イアン・リビングストン"になっているのだが、8巻の『サソリ沼の迷路』だけはアメリカのジャクソンの作品である。だが、作品中のどこにもそのことが書かれていないため、発売された当時は多くの人がイギリスのジャクソンの作品であると思っていた。
ジャクソン（米）は、同シリーズ内で他に『深海の悪魔』『ロボット・コマンドゥ』も執筆している。アメリカのジャクソンの作品は、最後のパラグラフ（シリーズの一般的な作品では400）がエンディングになっていない。これにより、読者にも作者がわかるようになっている。
一方、リビングストンは同シリーズで『フリーウェイの戦士』という作品を発表した。この作品は舞台や設定が『カー・ウォーズ』と似ており、何らかの影響を受けていた可能性もある（ただし、リビングストン本人は自分が発表した別の作品を元にしているといっている）。